# Iglesia de la Merced (Petorca)

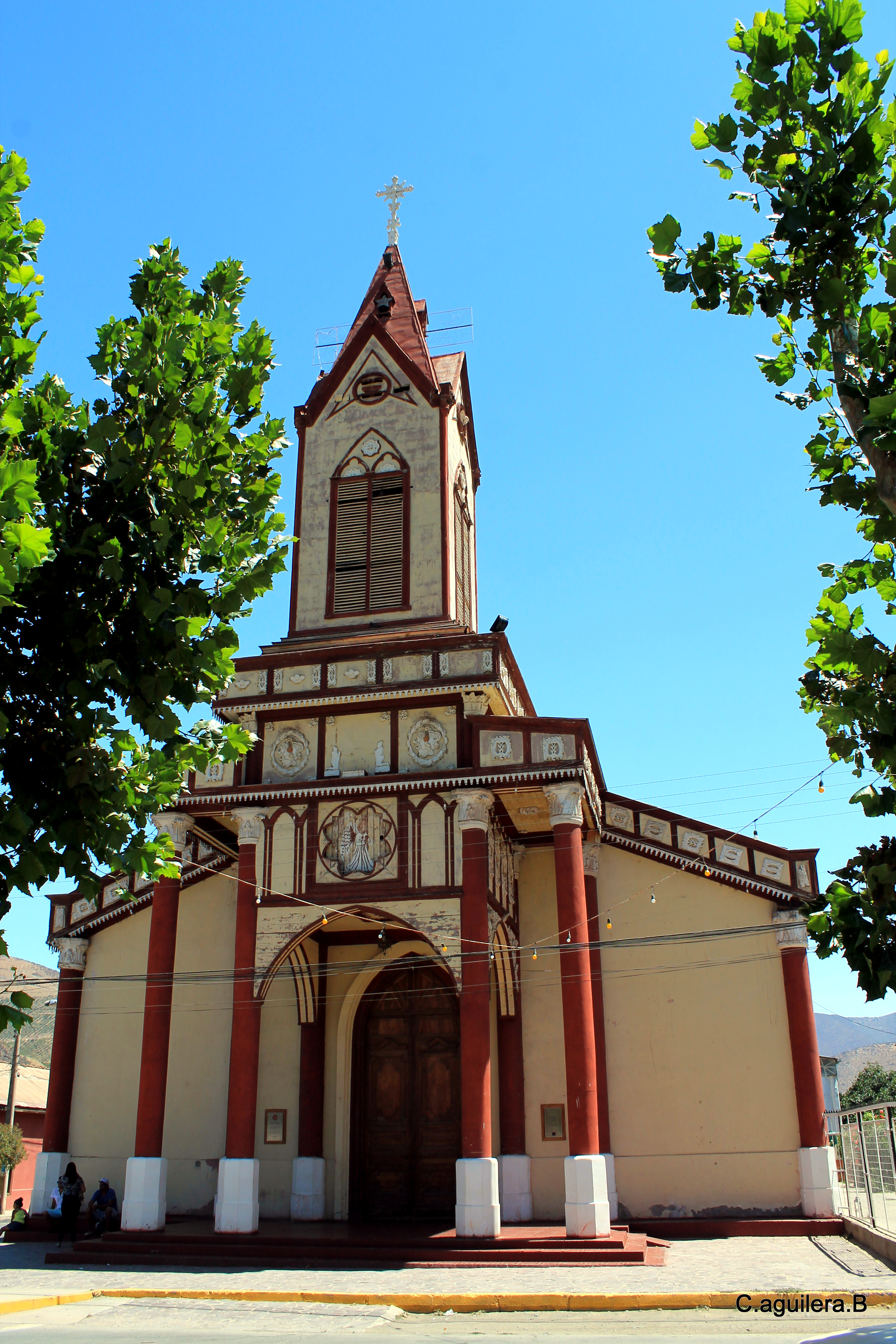
Iglesia de Petorca

La Iglesia de la Merced es un templo católico ubicado en Petorca, Región de Valparaíso, Chile. Construida por los jesuitas en el año 1640 y refaccionada en los años 1780, 1800 y 1857, fue declarada Monumento Histórico por el Ministerio de Educación el año 2009.
El último domingo del mes de septiembre de cada año se celebra en el templo la fiesta religiosa de Nuestra Señora de la Merced, declarada Patrimonio Cultural el año 2009. Los fieles acompañan a la Virgen con bailes en una procesión de 8 km sobre una alfombra de flores.
En marco del Bicentenario del país la iglesia fue elegida monumento representativo de la Región de Valparaíso en el concurso «Los 15 clásicos de Chile», organizado por la Comisión Bicentenario.

## Historia
Originalmente establecida por los jesuitas en el año 1640, ha sido reconstruida en múltiples oportunidades debido a los terremotos en la zona. El edificio actual data de 1857,y en ella fue bautizado Manuel Montt, presidente de Chile.
Su advocación es la de Nuestra Señora de La Merced,cuya festividad es realizada durante el mes de septiembre, en una de las actividades más importantes de la comuna de Petorca.La misma fiesta fue declarada Patrimonio Cultural de Chile en 2009.Además de su antigüedad, la iglesia de Petorca destaca por la calidad de sus esculturas, incluyendo un Cristo articulado donado por los jesuitas, que data de 1640.
Fue declarada Monumento Nacional en 2009.Recientemente el Ministerio de Obras Públicas ha evaluado su restauración, debido a la presencia de importantes daños estructurales en su interior.

## Descripción
La Iglesia es estilo neoclásico con elementos neogóticos, destacando su gran pórtico de acceso con columnas corintias y entablamento decorado. Fue construida en tabiquería de madera, rellena con adobe, y un recubrimiento variado de estuco, madera, piedra y mármol.
Su interior igualmente destaca por sus esculturas, destacando un Cristo de madera de tamaño natural articulado, del año 1660; un sagrario de plata labrada; e imágenes de estilo bávaro elaboradas por José Santos y Niño Figueroa, escultor de origen peruano que fue uno de los más destacados en el arte religioso chileno durante la colonia.